# 吉田徹夫
吉田徹夫（よしだ てつお、1940年- ）は、日本の英文学者、福岡女子大学名誉教授。

## 人物・来歴
九州大学文学部英文科卒、1964年同大学院修士課程修了。山口大学講師、九州大学教養部講師、助教授、1994年福岡女子大学教授、2005年退任、名誉教授、横浜薬科大学教授。ジョゼフ・コンラッド、ウィリアム・ゴールディングなどを研究する。

## 著書
- 『ジョウゼフ・コンラッドの世界 翼の折れた鳥』開文社出版, 1980.11

### 共編著
- 『ウィリアム・ゴールディングの視線 その作品世界』宮原一成共編著. 開文社出版, 1998.6
- 『映画で楽しむイギリス文学』村里好俊,八尋春海共編著. 金星堂, 1999.5
- 『ブッカー・リーダー 現代英国・英連邦小説を読む』監修, 福岡現代英国小説談話会 編. 開文社出版, 2005.5
- 『映画で楽しむイギリスの歴史』村里好俊,高瀬文広共編著. 金星堂, 2010.4

### 翻訳
- ウィリアム・ゴールディング『可視の闇』宮原一成共監訳, 福岡現代英国小説談話会 [訳]. 開文社出版, 2000.6
- ウィリアム・ゴールディング『尖塔 ザ・スパイア』宮原一成共訳. 開文社出版, 2006.5

## 論文
- <吉田徹夫